# Lijst van Alarmschijven in 1998
Deze hits waren in 1998 Alarmschijf op Radio 538:
| Nr.  | Datum        | Artiest                                 | Titel                                        | Hoogste positie in Top 40 |
| ---- | ------------ | --------------------------------------- | -------------------------------------------- | ------------------------- |
| -    | 3 januari    | geen Alarmschijf                        | geen Alarmschijf                             | geen Alarmschijf          |
| 1448 | 10 januari   | Somethin' for the People                | My Love Is the Shhh !                        | 5                         |
| 1449 | 17 januari   | Eros Ramazzotti & Tina Turner           | Cose della vita (Can't Stop Thinking of You) | 4                         |
| 1450 | 24 januari   | Espen Lind                              | When Susannah Cries                          | 10                        |
| 1451 | 31 januari   | Céline Dion                             | My Heart Will Go On                          | 1(10wk)                   |
| 1452 | 7 februari   | Backstreet Boys                         | All I Have to Give                           | 5                         |
| 1453 | 14 februari  | Usher                                   | Nice & Slow                                  | 17                        |
| 1454 | 21 februari  | Madonna                                 | Frozen                                       | 2                         |
| 1455 | 28 februari  | Daze                                    | Superhero                                    | 23                        |
| 1456 | 7 maart      | Destiny's Child & Wyclef Jean           | No, No, No                                   | 3                         |
| 1457 | 14 maart     | Solid HarmoniE                          | I Want You to Want Me                        | 4                         |
| 1458 | 21 maart     | Roméo                                   | Coming Home                                  | 2                         |
| 1459 | 28 maart     | Close II You                            | Somebody                                     | 8                         |
| 1460 | 4 april      | Janet Jackson                           | I Get Lonely                                 | 18                        |
| 1461 | 11 april     | K-Ci & JoJo                             | All My Life                                  | 1(4wk)                    |
| 1462 | 18 april     | Anouk                                   | It's So Hard                                 | 23                        |
| 1463 | 25 april     | DJ Visage                               | Formula                                      | 3                         |
| 1464 | 2 mei        | All Saints                              | Under the Bridge / Lady Marmalade            | 12                        |
| 1465 | 9 mei        | Busta Rhymes                            | Turn It Up (Remix) / Fire It Up              | 3                         |
| 1466 | 16 mei       | Ultimate Kaos                           | Casanova                                     | 2                         |
| 1467 | 23 mei       | Imaani                                  | Where Are You                                | 8                         |
| 1468 | 30 mei       | Aqua                                    | Turn Back Time                               | 18                        |
| 1469 | 6 juni       | Next                                    | Too Close                                    | 8                         |
| 1470 | 13 juni      | 5ive                                    | Got the Feelin'                              | 4                         |
| 1471 | 20 juni      | Brandy & Monica                         | The Boy Is Mine                              | 1(3wk)                    |
| 1472 | 27 juni      | Roméo                                   | Secret Love                                  | 6                         |
| 1473 | 4 juli       | Marco Borsato                           | De bestemming                                | 1(3wk)                    |
| 1474 | 11 juli      | PostMen                                 | Cocktail                                     | 12                        |
| 1475 | 18 juli      | Frank 'O Moiraghi & Amnesia             | Show Me (Spacer)                             | 29                        |
| 1476 | 25 juli      | De Kast & It Frysk Jeugd Orkest         | Eltse grins foarby                           | 10                        |
| 1477 | 1 augustus   | Another Level                           | Freak Me                                     | 2                         |
| 1478 | 8 augustus   | Aerosmith                               | I Don't Want to Miss a Thing                 | 3                         |
| 1479 | 15 augustus  | Total Touch                             | Love Me in Slow Motion                       | 21                        |
| 1480 | 22 augustus  | The Black & White Brothers              | Put Your Hands Up                            | 14                        |
| 1481 | 29 augustus  | Acda & De Munnik                        | Laat me slapen                               | 22                        |
| 1482 | 5 september  | Faithless                               | God Is A DJ                                  | 1(1wk)                    |
| 1483 | 12 september | All Saints                              | Bootie Call                                  | 5                         |
| 1484 | 19 september | Robbie Williams                         | Millennium                                   | 29                        |
| 1485 | 26 september | Lauryn Hill                             | Doo Wop (That Thing)                         | 4                         |
| 1486 | 3 oktober    | Melanie B & Missy "Misdemeanor" Elliott | I Want You Back                              | 6                         |
| 1487 | 10 oktober   | Kelly Price                             | Friend of Mine                               | 19                        |
| 1488 | 17 oktober   | Alanis Morissette                       | Thank U                                      | 7                         |
| 1489 | 24 oktober   | Vengaboys                               | Boom, Boom, Boom, Boom!!                     | 1(4wk)                    |
| 1490 | 31 oktober   | U2                                      | Sweetest Thing                               | 9                         |
| 1491 | 7 november   | Another Level                           | Guess I Was a Fool                           | 16                        |
| 1492 | 14 november  | Jewel                                   | Hands                                        | 27                        |
| 1493 | 21 november  | Emilia                                  | Big Big World                                | 1(3wk)                    |
| 1494 | 28 november  | Céline Dion & R. Kelly                  | I'm Your Angel                               | 8                         |
| 1495 | 5 december   | Mariah Carey & Whitney Houston          | When You Believe                             | 5                         |
| 1496 | 12 december  | Spice Girls                             | Goodbye                                      | 4                         |
| 1497 | 19 december  | TQ                                      | Westside                                     | 4                         |
| 1498 | 26 december  | The Offspring                           | Pretty Fly (For A White Guy)                 | 1(3wk)                    |

1969 ·
1970 ·
1971 ·
1972 ·
1973 ·
1974 ·
1975 ·
1976 ·
1977 ·
1978 ·
1979 ·
1980 ·
1981 ·
1982 ·
1983 ·
1984 ·
1985 ·
1986 ·
1987 ·
1988 ·
1989 · 
1990 · 
1991 · 
1992 · 
1993 · 
1994 · 
1995 · 
1996 · 
1997 · 
1998 · 
1999 · 
2000 · 
2001 · 
2002 · 
2003 · 
2004 · 
2005 · 
2006 · 
2007 · 
2008 · 
2009 ·
2010 ·
2011 ·
2012 ·
2013 ·
2014 ·
2015 ·
2016 ·
2017 ·
2018 ·
2019 ·
2020 ·
2021 ·
2022 ·
2023 ·
2024 ·
2025